# ケベック州の旗

ケベックの旗

ケベック州の旗 (Flag of Quebec) は、別名「フルール・ド・リゼ」 (Fleurdelisé) と呼ばれる青地の白十字にユリの紋章の配された旗。
ユリの紋章は、元はフランス王家の紋章である「フルール・ド・リス」（fleur-de-lis, ユリの花という意味）で、元来は聖母マリアの象徴である「マドンナ・リリー」（Madonna Lily, 日本ではニワシロユリとも）からとられたものであるが、特に北米では「ワイルド・アイリス」（Wild Iris, 日本ではヒオウギアヤメ）であるとも説明されている。
カナダの連邦政府の立場からは「ケベック州の州旗」であるが、ケベック州政府の立場からは「ケベックの旗」 (National Flag of Quebec) である。
カナダで最初の州旗で、1948年1月21日にケベック州議会議事堂前に初めて掲揚された。